# Lauren Cohanová
Lauren Cohanová (* 7. ledna 1982 Cherry Hill, New Jersey) je americko-britská herečka, scenáristka a televizní producentka. Známá je jako Bela Talbotová z Lovci duchů a Maggie Greeneová z Živí mrtví. Dále se objevila v seriálech Jako Chuck (2011) a Upíří deníky (2010–2012).

## Dětství
Lauren se narodila v Philadelphii a vyrůstala v Cherry Hill v New Jersey, poté se s matkou přestěhovala do Spojeného království. Její matka pochází ze Skotska a konvertovala ji k judaismu. Lauren má mladší nevlastní sestru. Absolvovala na univerzitě ve Winchesteru kde studovala drama a anglickou literaturu.

## Filmografie

### Filmy
| Rok  | Název                                    | Role                 | Poznámky            |
| ---- | ---------------------------------------- | -------------------- | ------------------- |
| 2005 | The Quiet Assassin                       | Alessia              | krátkometrážní film |
| 2005 | Casanova                                 | sestra Beatrice      |                     |
| 2006 | Sexy párty 2                             | Šarlota Higginsonová |                     |
| 2008 | Float                                    | Emily Fultonová      |                     |
| 2010 | Young Alexander the Great                | Leto                 |                     |
| 2010 | Practical                                | Lauren               | krátkometrážní film |
| 2010 | Disturbed                                | Claire               |                     |
| 2011 | Rallye smrti 2                           | September Jonesová   |                     |
| 2014 | Na dosah                                 | Kate                 |                     |
| 2015 | The Boy                                  | Greta                |                     |
| 2016 | Batman vs. Superman: Úsvit spravedlnosti | Martha Wayne         |                     |
| 2017 | All Eyez On Me                           | Leila Steinberg      |                     |
| 2018 | Mile 22                                  | Alice Kerr           |                     |

### Televize
| Rok                  | Název                                     | Role                              | Poznámky |
| -------------------- | ----------------------------------------- | --------------------------------- | --- |
| 2007                 | Báječní a bohatí                          | zaměstnankyně Forrester Creations | 1 díl |
| 2007–2008            | Lovci duchů                               | Bela Talbotová                    | 6 dílů |
| 2008                 | Valentine                                 | Joanna Clayová                    | pilotní díl |
| 2009                 | Život                                     | Jackie Rolderová                  | díl: „Dvě různé zbraně“ |
| 2010–2012            | Upíří deníky                              | Rose                              | 6 dílů |
| 2010                 | Taková moderní rodinka                    | Recepční                          | díl: „Život offline“ |
| 2010                 | Odložené případy                          | Rachel Malone z roku 1986         | díl: „Osudový pád“ |
| 2010                 | Kriminálka New York                       | Meredith Muirová                  | díl: „Vlajka na půl žerdi“ |
| 2011                 | Chuck                                     | Vivian McArthur Volkoffová        | 5 dílů |
| 2011                 | Heavenly                                  | Lily                              | pilotní díl |
| 2011–2018, 2020-2022 | Živí mrtví                                | Maggie Greeneová                  | vedlejší role (2. řada), hlavní role (3.–10. řada), 81 dílů Satellite Awards v kategorii nejlepší seriálové obsazení Eyegore Awards v kategorii nejlepší obsazení nominace – People's Choice Awards v kategorii nejoblíbenější seriálová herečka (ci-fi/fantasy ) |
| 2012                 | Childrens Hospital                        | Lulu Prattová                     | díl: „British Hospital“ |
| 2013                 | Zákon a pořádek: Útvar pro zvláštní oběti | Avery Jordan                      | díl: „Zákonné znásilnění“ |
| 2014                 | Archer                                    | Juliana Calderon (hlas)           | 4 díly |
| 2014                 | Tim and Eric's Bedtime Stories            | Stephanie                         | díl: „The Bathroom Boys“ |
| 2016                 | The Mindy Project                         | Ashley                            | 2 díly |
| 2017                 | Robot Chicken                             | Maggie Greene (hlas)              | díl: „The Robot Chicken Walking Dead Special: Look Who's Walking“ |
| 2019                 | Whiskey Cavalier                          | Francesca „Frankie“ Trowbridge    | hlavní role, 13 dílů |

### Videohry
| Rok  | Název   | Role         |
| ---- | ------- | ------------ |
| 2014 | Destiny | Exo Stranger |

## Ocenění a nominace
| Rok  | Ocenění                | Kategorie                                       | Nominovaná za | Výsledek  |
| ---- | ---------------------- | ----------------------------------------------- | ------------- | --------- |
| 2012 | Satellite Awards       | Nejlepší seriálové obsazení                     | Živí mrtví    | vítězství |
| 2013 | Eyegore Awards         | Nejlepší seriálové obsazení                     | Živí mrtví    | vítězství |
| 2017 | People's Choice Awards | Nejoblíbenější sci-fi/fantasy seriálová herečka | Živí mrtví    | nominace  |